# Booterstown
Booterstown est une ville située dans le comté de Dun Laoghaire-Rathdown, entre Dublin et Blackrock.

## Accès et transports
Booterstown se situe entre Sandymount au nord et Blackrock au sud. La ville est dotée d'une gare en 1835. Elle est desservie par le DART, ainsi que par des lignes de bus.

## Histoire
Son nom est la forme anglicisée de son nom irlandais d'origine Baile an Bhóthair. Son nom d'origine est aussi celui d'autres villes dont Batterstown (Comté de Meath).
Booterstown se situe près de la route autrefois connue sous le nom de Slíghe Chualann, qui reliait les résidences du Haut roi Érenn de Tara et de Cualann.
La congrégation des Frères chrétiens était établie à St. Helen entre 1925 et 1988. St. Helen (en) est une maison d'époque datant des années 1750 et appelée à l'origine Seamount. Elle appartient aujourd'hui au groupe hôtelier américain Radisson Hotels & Resorts.

## Habitants notables
- Richard Robert Madden vivait au 4, Booterstown Avenue. Une plaque marque l'endroit ;
- John McCormack a vécu un temps et est décédé en 1945 à "Glena", une maison en bord de mer ;
- Seán MacBride y a vécu ;
- Maurice Neligan y est né en 1937.